# Georges Loriot
Geoges Loriot, född Georges Laurent den 17 oktober 1884 i Paris, död 1 november 1973 i Paris, var en fransk clown och skådespelare. Han var mest känd som clownen Bowden.
Han gjorde även rollen som Professor Kalkyl i spelfilmen Tintin i piraternas våld från 1961. Han gjorde även en liten roll i uppföljaren Tintin och de blå apelsinerna från 1964. Kalkyl spelas här istället av Félix Fernández (hans röst dubbas dock av Alfred Pasquali).